# Heinrich Burger
Heinrich Burger (31 maggio 1881 – 27 aprile 1942) è stato un pattinatore artistico su ghiaccio tedesco.

## Palmarès
(individuale maschile)
| Evento              | 1904 | 1905 | 1906 | 1907 | 1908 |
| ------------------- | ---- | ---- | ---- | ---- | ---- |
| Campionati mondiali | 2°   |      | 2°   | 5°   | 3°   |
| Campionati europei  | R    | 2°   |      |      |      |
| Campionati tedeschi | 1°   |      | 1°   | 1°   |      |

(coppie con Anna Hübler)
| Evento              | 1907 | 1908 | 1909 | 1910 |
| ------------------- | ---- | ---- | ---- | ---- |
| Giochi olimpici     |      | 1°   |      |      |
| Campionati mondiali |      | 1°   |      | 1°   |
| Campionati tedeschi | 1°   |      | 1°   |      |